# 楊允和
楊允和，镶蓝旗人，清朝政治人物、監生出身。
康熙年間，監生出身。康熙三十二年，擔任江西安遠縣知縣。康熙四十四年，擔任山西介休縣知縣。